# Мануель Тронкосо де ла Конча
Мануель де Хесус Ульпіано Тронкосо де ла Конча (3 квітня 1878 — 30 травня 1955) — домініканський інтелектуал і політик, формальний президент країни з 1940 до 1942 року за фактичного правління диктатора Трухільйо. Також займав пост віце-президента з 1938 до 1940 року.

## Життєпис
Навчався у семінарії святого Фоми Аквінського, отримавши ступінь бакалавра філософії та письма у листопаді 1895. 1899 року отримав ступінь з права.
1915 заснував адвокатську контору Oficina Troncoso. Був суддею судів першої інстанції, апеляційного та земельного. Працював у Верховному суді, обіймав посади міністра юстиції, міністра громадської діяльності, міністра промисловості та комерції, міністра комунікацій, міністра внутрішніх справ і генерального прокурора Домініканської Республіки. Був одним із співзасновників Історичної академії, яку очолював з 1944 до 1955 року.
Також був мером Санто-Домінго й головою Національної виборчої ради. Займав пост прокурора в Міжнародному трибуналі, був професором і деканом Школи права Автономного університету Санто-Домінго. З 1938 до 1940 року обіймав посаду віце-президента. Після завершення президентського терміну очолював Сенат (1943–1955).